# Ibn al-Hattáb
Ibn al-Hattáb (eredeti nevén Számir Száleh Abdallah al-Szuvajlem, arab betűkkel سامر صالح عبد الله السويلم, Arar, Szaúd-Arábia, 1969. április 14. - Csecsenföld, 2002. március 20.) arab mudzsáhid, a harmadik "mudzsahedin emír", aki az első- és második csecsen háború során az oroszokkal szembeni ellenállás iszlamista ágának egyik legjelentősebb vezetője.

## Élete
Ibn al-Hattáb Szaúd-Arábiában született 1969-ben. Már korán, 18 évesen elhagyta szülőhazáját és Afganisztánba ment, ahol részt vett a megszálló szovjetek elleni harcban, ennek során egy bombatámadásban súlyosan megsérült, jobb kezén néhány ujját is elvesztette. 
1989-ben az Iszlamista Nemzetközi Brigád vezetője lett, ebben a "tisztségében" Samil Baszajevel együtt az afganisztáni Hoszt tartományban fegyveres kiképzőtábort hozott létre (valószínűleg az Al-Kaida támogatásával), ahol 1994-ben kiképzést kapott a csecsen lázadók nagy része is. 
1993–1995 között fegyveresei élén részt vett a Tádzsikisztáni polgárháborúban, valamint feltételezik, hogy részt vett a Hegyi-karabahi háborúban (Azerbajdzsán oldalán) és a boszniai háborúban. Utóbbiban való részvételt egy a BBC-nek adott interjúban még 2004-ben ismerte el, mindenesetre részleteket nem árult el balkáni tevékenységéről.
Az első csecsen háború kitörésekor önkéntesként Csecsenföldre ment 700-800 arab, török és kaukázusi muszlim önkéntessel, ahol részt vett az oroszok elleni harcban, csapatai élén első fegyveres támadását 1995 májusában hajtotta végre egy orosz konvoj ellen, melynek során 47 orosz katona vesztette életét. Legfényesebb győzelmét 1996. április 16.-án aratta, melynek során mintegy 223 orosz katona vesztette életét, míg ő mindössze 3 fegyverest vesztett.
A háború után a de facto független Csecsenföld egyik legerősebb hadura lett. A csecsenföldi mudzsahedinek vezetőjeként a háború befejezése után sem hagyott fel a szovjet csapatok elleni támadásokkal, emiatt orosz kérésre az Interpol felvette a legkörözöttebb személyek listájára. 1997-ben sikertelen bombamerényletet kíséreltek meg ellene. 
1999-ben Aszlan Maszhadov csecsen elnök határozott tiltakozása ellenére Samil Baszajevvel együtt támadást intézett Dagesztán ellen, az ottani szeparatisták megsegítésére, kirobbantva ezzel a dagesztáni háborút. Az oroszok azonban másfél hónapi harc után visszaverték a muszlim fegyvereseket, majd támadást intéztek Csecsenföld ellen. Az orosz hatóságok megvádolták, hogy köze volt az orosz hátországban végrehajtott 1999-es bombatámadásokban, melynek során 293 civil halt meg, ő azonban ezeket a vádakat nyilvánosan tagadta. A második csecsen háborúban fegyveresei élén harcolva vett részt, míg 2002. március 20-án az orosz titkosszolgálat sikeresen meg nem mérgeztette (merénylőjét később Samil Basajev parancsára Azerbajdzsánban meggyilkolták). A csecsenföldi mudzsahedinek élén Abu al-Válid vette át a helyét.
Az ő nevét viseli egy csecsenföldi lázadók által közkedvelt házi készítésű robbanó szerkezet, a Hattábka.